# Heracula discivitta
Heracula discivitta är en fjärilsart som beskrevs av Moore 1865. Heracula discivitta ingår i släktet Heracula och familjen tofsspinnare. Inga underarter finns listade i Catalogue of Life.